# Grand Theft Auto
Grand Theft Auto è un videogioco d'azione sviluppato da DMA Design (ora Rockstar North) e pubblicato nel 1997 da ASC Games in Nordamerica e da Take Two Interactive in Europa. Uscì per MS-DOS, Windows e PlayStation nel 1997 e per Game Boy Color nel 1999. 
È il primo capitolo della popolare serie di videogiochi Grand Theft Auto. 
Rockstar per un certo periodo ne ha offerto gratuitamente la versione per PC, scaricabile dal sito ufficiale della casa produttrice.

## Ambientazione
Il giocatore interpreta un criminale che, libero di girovagare per la città, deve completare missioni quali rapine, omicidi e altri crimini, che gli sono assegnati da vari "boss" per telefono. In realtà, il giocatore è libero di agire come preferisce, esplorando la città, scorrazzando per il traffico, rubando e rivendendo macchine per guadagnare soldi.
Il gioco è composto da più livelli, ciascuno dei quali è ambientato in una di tre città, Liberty City, San Andreas e Vice City (ispirate rispettivamente a New York, Los Angeles e Miami). Sebbene i nomi delle città siano ripresi nei titoli successivi della serie, così non è per i "boss" che affidano le missioni al giocatore, fatta eccezione per El Burro che ricompare come datore di lavoro in Grand Theft Auto III.

## Modalità di gioco
Per completare un livello è necessario raggiungere un certo punteggio; tutti i crimini, dai tamponamenti agli omicidi, forniscono un certo punteggio, ma sono le missioni a fornire i punteggi più rilevanti ed è in pratica necessario completare quasi tutte le missioni proposte. Completare le missioni aumenta, infatti, il moltiplicatore del punteggio per raggiungere l'obiettivo più velocemente (e diminuisce ogni volta che si viene uccisi o arrestati). I punti fungono anche da denaro per acquistare certi servizi.
La visuale di ogni città è dall'alto, ma è presente la prospettiva degli edifici. L'azione si svolge sulle strade, dove si può circolare a piedi o rubando un veicolo. Ne esistono più di trenta modelli, tra automobili, camion e moto; per impadronirsene è sufficiente premere un tasto, sia quando il veicolo è parcheggiato, sia sbattendo fuori di forza il malcapitato proprietario. In alcune città si può anche prendere, o addirittura sequestrare, la metropolitana. È possibile entrare solo in alcuni edifici e solo per scopi particolari, ad esempio far riverniciare un'auto rubata.
All'interno del gioco non è disponibile nessun tipo di mappa e orientarsi nelle città può essere difficile, ma quando il giocatore ha un obiettivo preciso, ad esempio se una missione prevede di raggiungere un certo luogo o persona, è costantemente presente una freccia che indica la direzione dell'obiettivo in linea d'aria.
L'arma di base sono i pugni, poco utili (in quanto stordiscono temporaneamente i bersagli senza metterli fuori gioco), ma per la città sono sparse molte casse contenenti armi e munizioni come pistole, mitra, e più raramente lanciafiamme e lanciarazzi. Le casse possono contenere molti altri bonus, come il giubbotto antiproiettile e la mazzetta per la polizia. Un modo molto efficace per eliminare una persona resta comunque investirla con un veicolo. Anche i veicoli possono essere fatti esplodere colpendoli ripetutamente con le armi o speronandoli; un camion, ad esempio, è in grado di distruggere numerose auto prima di danneggiarsi.
Il principale avversario è la polizia, che all'inizio ignora il giocatore, ma sta sempre più in allerta man mano che sono compiuti i crimini. Sempre più "gazzelle" danno la caccia al giocatore, cercando di tagliargli la strada e organizzando posti di blocco. Quando possono, inseguono il criminale anche a piedi, cercando di sparargli o di prenderlo vivo; anche se si viene arrestati si perde una vita.
Nella modalità multigiocatore, disponibile tramite classici collegamenti come TCP/IP o seriale, i giocatori sono sempre avversari. L'obiettivo è deciso all'inizio della partita e può essere un certo punteggio, un certo numero di uccisioni o il raggiungimento di un traguardo in una gara di velocità a tappe.